# Marita Loersch

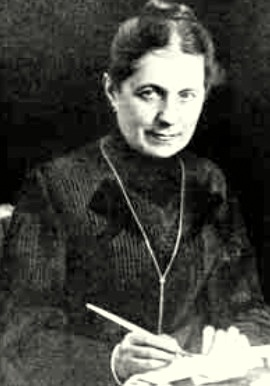
Marita Loersch

Marita Loersch (geborene Marie-Luise Beaucamp, * 25. August 1853 in Lyon; † 20. Juni 1915 in Aachen) war eine deutsch-französische karitativ tätige Frau und Gründungsmitglied mehrerer katholischer Frauenvereine.

## Leben und Wirken
Die Tochter des französischen Militärarztes Eugène Louis Beaucamp (1815–1858) und seiner deutschen Frau Elisa Kuetgens (1828–1868) zog nach dem plötzlichen Tod ihres Vaters in Laon mit ihrer Mutter und ihren drei jüngeren Brüdern zu ihren Verwandten mütterlicherseits nach Aachen. Dort besuchte sie die Höhere Töchterschule St. Leonhard und wechselte, nachdem im Jahr 1868 auch ihre Mutter gestorben war, zunächst auf das Mädchenpensionat Sacré Cœur in Paris und nach dem Ausbruch des Deutsch-Französischen Krieges im Jahr 1870 auf das Sacré Cœur-Pensionat in Münster. Nachdem einer ihrer Brüder in dem Krieg gefallen war, brach sie ihre Schule ab und zog wieder nach Aachen, um sich um die beiden jüngeren Brüder zu kümmern. Dabei lernte sie den Tuchfabrikanten Heinrich Hubert Arthur Loersch (1843–1896), ein Bruder des Rechtshistorikers Hugo Loersch, kennen und willigte nur unter der Bedingung in eine Ehe mit ihm ein, dass ihre beiden Brüder Aufnahme in diese neue Familienkonstellation fänden.
Da ihre eigene Ehe kinderlos blieb und ihre Brüder recht bald erwachsen waren, widmete sie sich fortan karitativen Zwecken. Sie wurde Mitglied im „Mariannenverein Aachen“, der sich um das Aachener Marianneninstitut und um die Pflege hilfsbedürftiger junger Wöchnerinnen kümmerte, ferner im „Elisabethverein“, der sich ehrenamtlich für notleidende Frauen einsetzte, sowie ab 1907 im „Hildegardis-Verein“, dem das Frauenstudium am Herzen lag. Darüber hinaus arbeitete sie im so genannten „Mägdehaus“, das die Ausbildung, Stellenvermittlung und vorübergehende Betreuung arbeitssuchender Mädchen zum Ziel hatte. Nach dem Tod ihres Mannes übernahm Loersch zudem die Aufgabe, junge weibliche Gefangene zu besuchen und zu betreuen. Ferner bekleidete sie über viele Jahre hinweg das Amt der Schatzmeisterin des Vaterländischen Frauenvereins in Aachen, der Resozialisierungshilfen für Kriegsversehrte aufstellte und Kriegskindergärten einrichtete. Des Weiteren wurde sie Mitbegründerin der ersten Kinderhorte in Aachen sowie der Sonntagsschulen für Arbeiterinnen, deren Leitung sie zudem übernahm. Ebenso gehörte sie zu den Mitgründerinnen des 1903 in Köln gegründeten Katholischen Frauenbundes, in dessen Zentralvorstand sie von 1903 bis 1910 mehrfach als Beisitzerin gewählt wurde.
Bereits zuvor kam es im Jahr 1900 aufgrund einer maßgeblichen Initiative von Loersch auch in Aachen zur Gründung einer Niederlassung des „Vereins vom Guten Hirten“, der 1901 zunächst in „Katholischer Fürsorgeverein für Mädchen und Frauen“ und 1903 in „Katholischer Fürsorgeverein für Mädchen, Frauen und Kinder“ umbenannt wurde und aus dem sich 1968 der Verein Sozialdienst katholischer Frauen (SkF) entwickelte. Loersch übernahm hierbei ab 1904 den Vorsitz des Aachener Ortsvereins, der einer der drei ersten Gründungen des Bundesverbandes in Deutschland war. Zugleich hatte sie 1902 in Düren ebenfalls einen weiteren Ortsverein ins Leben gerufen, der sich 1906 als 22. Gruppierung dem Gesamtverband anschloss.
Um mit den vielen einfachen Bürgerinnen Aachens auf Augenhöhe zu kommunizieren und deren Vertrauen gewinnen zu können, erlernte sie intensiv den Aachener Dialekt. Zeitlebens hielt sie weiterhin enge Verbindung zu ihren beiden sie überlebenden Brüdern, wobei Charles Beaucamp (1855–1932) Rechtsanwalt und Justizrat sowie Eugène Beaucamp (1859–1936) Frauenarzt und Geheimer Sanitätsrat sowie Leiter des Marianneninstituts und Mitbegründer des Krankenhauses in Aachen-Forst geworden waren.
In Erinnerung an Marita Loersch wurde in Aachen eine Straße sowie das Jugendheim des katholischen Fürsorgevereins nach ihr benannt. Marita Loersch fand ihre letzte Ruhestätte in der Familiengrabstätte der Familie Kuetgens auf dem Aachener Ostfriedhof.